# Потаповка (Башкортостан)
Потаповка (баш. Потаповка) — деревня в Дуванском районе Республики Башкортостан Российской Федерации. Входит в состав Дуванского сельсовета.

## География

### Географическое положение
Расстояние до:
- районного центра (Месягутово): 63 км,
- ближайшей ж/д станции (Сулея): 138 км.

Находится на правом берегу реки Юрюзани, в месте впадения реки Большой Кутюм.

## Население
| 2002 | 2010 |
| ---- | ---- |
| 56   | ↘48  |